# Blackbeck Tarn
Der Blackbeck Tarn ist ein See im Lake District, Cumbria, England. Der Blackbeck Tarn liegt zwischen dem Haystacks Gipfel im Norden und dem Grey Knotts Gipfel im Süden.
Der See liegt oberhalb des Buttermere Sees und südlich vom Innominate Tarn und ist so auf demselben Weg vom Buttermere zu erreichen. 
Der Blackbeck Tarn hat mehrere kurze, kleine Zuflüsse und sein Abfluss ist der Black Beck, der in den Warnscale Beck mündet.